# Adalbert van Lotharingen
Adalbert van Lotharingen (?, ca. 1000 - Thuin, 11 november 1048) werd hertog van Opper-Lotharingen nadat de tweede erfzoon van de hertog van Lotharingen, Gozelo I, in opstand was gekomen tegen zijn leenheer, keizer Hendrik III van het Heilige Roomse Rijk. Adalbert was een zoon van Gerard III van Metz en van Gisela.
In 1045 werd hij als erfopvolger van zijn vader graaf van Metz onder de naam  Adalbert III. Ook werd hij graaf van Longwy en verkreeg hij het graafschap in de Elzas.
Hertog Godfried II van Neder-Lotharingen kwam in 1046 gewapend in opstand tegen keizer Hendrik III, omdat hij ook hertog over Neder-Lotharingen wilde worden. Maar hij werd verslagen. De keizer ontnam Godfried daarop het bezit over het hem toegekende grondgebied en benoemde Adalbert tot hertog van Opper-Lotharingen. Godfried zette de strijd echter door en doodde Adalbert in 1048 in een hinderlaag aan rivier de Samber bij Thuin, tegenwoordig in Franstalig België gelegen. Adalbert werd opgevolgd door zijn broer Gerard.
Adalbert was mogelijk vader van Ermesinde van Lotharingen die huwde met Willem VII van Aquitanië. De naam van Adalberts vrouw is onbekend.

## Voorouders
| Voorouders van Adalbert van Lotharingen | Voorouders van Adalbert van Lotharingen                       | Voorouders van Adalbert van Lotharingen                       | Voorouders van Adalbert van Lotharingen                       | Voorouders van Adalbert van Lotharingen                       | Voorouders van Adalbert van Lotharingen  | Voorouders van Adalbert van Lotharingen  | Voorouders van Adalbert van Lotharingen  | Voorouders van Adalbert van Lotharingen  |
| --------------------------------------- | ------------------------------------------------------------- | ------------------------------------------------------------- | ------------------------------------------------------------- | ------------------------------------------------------------- | ---------------------------------------- | ---------------------------------------- | ---------------------------------------- | ---------------------------------------- |
| Overgrootouders                         | Richard van Metz (950–986) ∞ ? (–)                            | Richard van Metz (950–986) ∞ ? (–)                            | ? (–) ∞ ? (–)                                                 | ? (–) ∞ ? (–)                                                 | ? (–) ∞ ? (–)                            | ? (–) ∞ ? (–)                            | ? (–) ∞ ? (–)                            | ? (–) ∞ ? (–)                            |
| Grootouders                             | Adalbart II van Elzas (–) ∞ Judith van Öhningen (975-1033/38) | Adalbart II van Elzas (–) ∞ Judith van Öhningen (975-1033/38) | Adalbart II van Elzas (–) ∞ Judith van Öhningen (975-1033/38) | Adalbart II van Elzas (–) ∞ Judith van Öhningen (975-1033/38) | ? (–) ∞ ? (–)                            | ? (–) ∞ ? (–)                            | ? (–) ∞ ? (–)                            | ? (–) ∞ ? (–)                            |
| Ouders                                  | Gerard III van Metz (–1045) ∞ Gisela (–)                      | Gerard III van Metz (–1045) ∞ Gisela (–)                      | Gerard III van Metz (–1045) ∞ Gisela (–)                      | Gerard III van Metz (–1045) ∞ Gisela (–)                      | Gerard III van Metz (–1045) ∞ Gisela (–) | Gerard III van Metz (–1045) ∞ Gisela (–) | Gerard III van Metz (–1045) ∞ Gisela (–) | Gerard III van Metz (–1045) ∞ Gisela (–) |
| Adalbert van Lotharingen (1000–1048)    |                                                               |                                                               |                                                               |                                                               |                                          |                                          |                                          |                                          |